# Mária Littomeritzky
Mária Littomeritzky, née le 12 mai 1927 à Szeged et morte le 24 décembre 2017 à Budapest, est une nageuse hongroise. 
Son meilleur résultat individuel est venu en 1956, quand elle s'est classée quatrième sur 100 mètres papillon. Aux Jeux olympiques d'été de 1952, elle a débuté dans les séries du relais 4 × 100 libre, mais a été remplacée pour la finale. Ses coéquipières Ilona Novák, Judit Temes, Éva Novák et Katalin Szőke ont remporté la finale avec un nouveau record du monde et Littomeritzky a également remporté cette médaille d'or. Aux Championnats d'Europe, elle a remporté une médaille d'argent en 1954 à 100 m papillon.

## Palmarès

### Jeux olympiques
- Helsinki 1952
  -  Médaille d'or du relais 4 × 100 m nage libre (participation aux séries)[2].

### Championnats d'Europe
- Championnats d'Europe 1954 à Turin
  -  Médaille d'argent du 100 m papillon.